# Judex (film, 1916)
Pour les articles homonymes, voir Judex (homonymie).
Pour plus de détails, voir Fiche technique et Distribution.
Judex est un film muet à épisodes français en douze épisodes, réalisé par Louis Feuillade en 1916, sur un scénario de Louis Feuillade et Arthur Bernède, sorti en 1917.
Cette œuvre narre les exploits de Judex, un justicier drapé d’une grande cape noire, s'opposant à un banquier véreux. Agissant dans le cadre d'une vengeance familiale, Judex tombe amoureux de la fille de son ennemi.
En parallèle aux sorties hebdomadaires des épisodes, Arthur Bernède publie en feuilleton dans la revue quotidienne Le Petit Parisien, les aventures de Judex.
Succès commercial lors de sa sortie, Louis Feuillade réalise l'année suivante une suite, La Nouvelle Mission de Judex.

## Synopsis

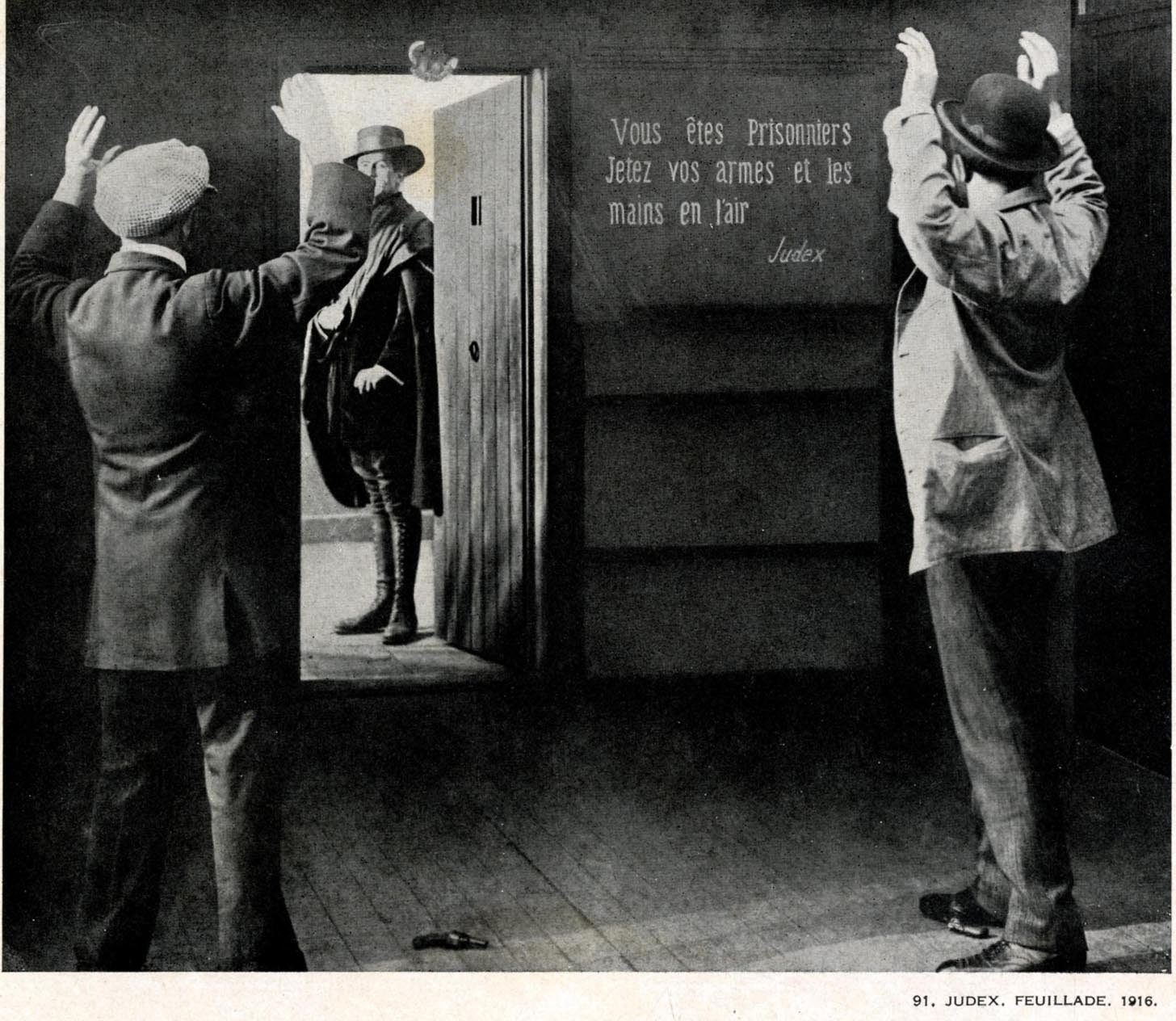

Un mystérieux justicier, Judex, entre en lutte contre le banquier Favraux qui a construit sa fortune de manière criminelle. Judex enlève Favraux et l'enferme dans les caves de son repaire. Cependant, ses plans sont contrariés par une aventurière, Diana, qui cherchait à mettre la main sur la fortune du banquier. Celle-ci s'en prend alors à sa fille, mais Judex tombé sous son charme, veille sur la jeune femme.

## Film à épisodes

### Épisodes
Bien que projeté en avant-première le 16 décembre 1916 au Gaumont-Palace, cette histoire a été simultanément publiée en feuilleton dans le journal quotidien Le Petit Parisien et a été produite par la Maison Gaumont pour une sortie au cinéma sur douze épisodes entre janvier et avril 1917.
Date de projections des épisodes au cinéma :
1. L'Ombre mystérieuse : 19 janvier 1917
2. L'Expiation : 25 janvier 1917
3. La Meute fantastique : 2 février 1917
4. Le Secret de la tombe : 9 février 1917
5. Le Moulin tragique : 14 février 1917
6. Le Môme réglisse : 22 février 1917
7. La Femme en noir : 3 mars 1917
8. Les Souterrains du Château-Rouge : 10 mars 1917
9. Lorsque l'enfant parut : 17 mars 1917
10. Le Cœur de Jacqueline : 24 mars 1917
11. L'Ondine : 30 mars 1917
12. Le Pardon d'amour : 6 avril 1917

### Fiche technique
- Réalisation : Louis Feuillade
- Scénario : Louis Feuillade et Arthur Bernède
- Décors : Robert-Jules Garnier
- Lieu de tournage : Sainte-Maxime (Var), château des Tourelles
- Société de production : Société des Établissements L. Gaumont
- Format : Noir et blanc - Muet - 1,33:1 - 35 mm
- Pays de production :  France
- Durée : 300 minutes
- Date de sortie : 16 décembre 1916[2] (sortie en salles le 19 janvier 1917[3])

### Distribution
- René Cresté : Judex / Jacques de Trémeuse
- Musidora : Marie Verdier / Diana Monti
- Louis Leubas : le banquier Favraux
- Yvette Andréyor : Jacqueline
- Marcel Lévesque : Cocantin
- Édouard Mathé : Roger de Trémeuse
- René Poyen : le môme Réglisse
- Gaston Michel : Kerjean
- Olinda Mano : Petit-Jean
- Yvonne Dario : la comtesse de Trémeuse
- Jean Devalde : Moralès
- Georges Flateau : le vicomte de la Rochefontaine
- Fabien Haziza : Judex enfant.

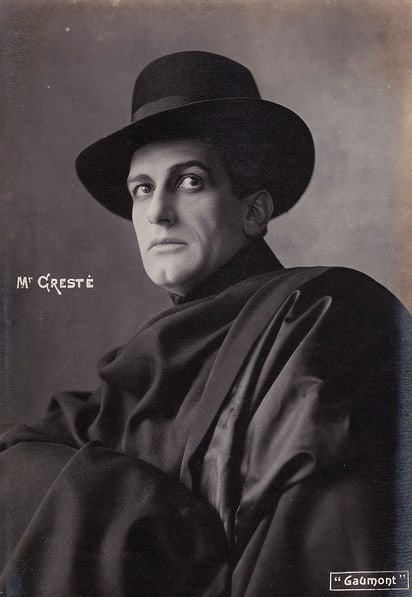
Judex (René Cresté).
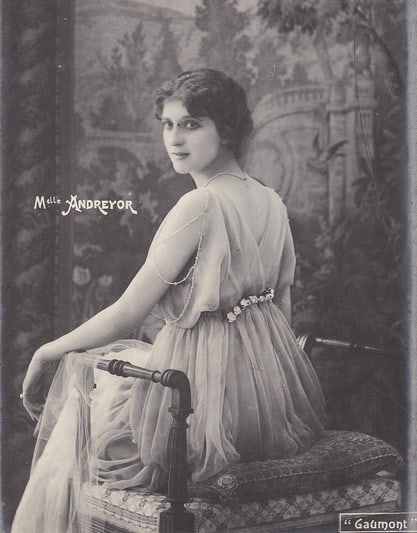
Jacqueline (Yvette Andréyor).
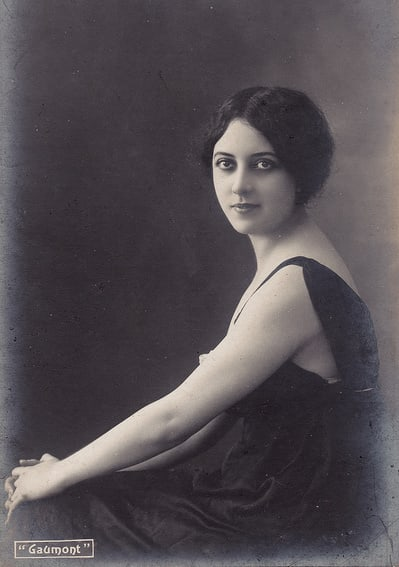
Diana Monti (Musidora).
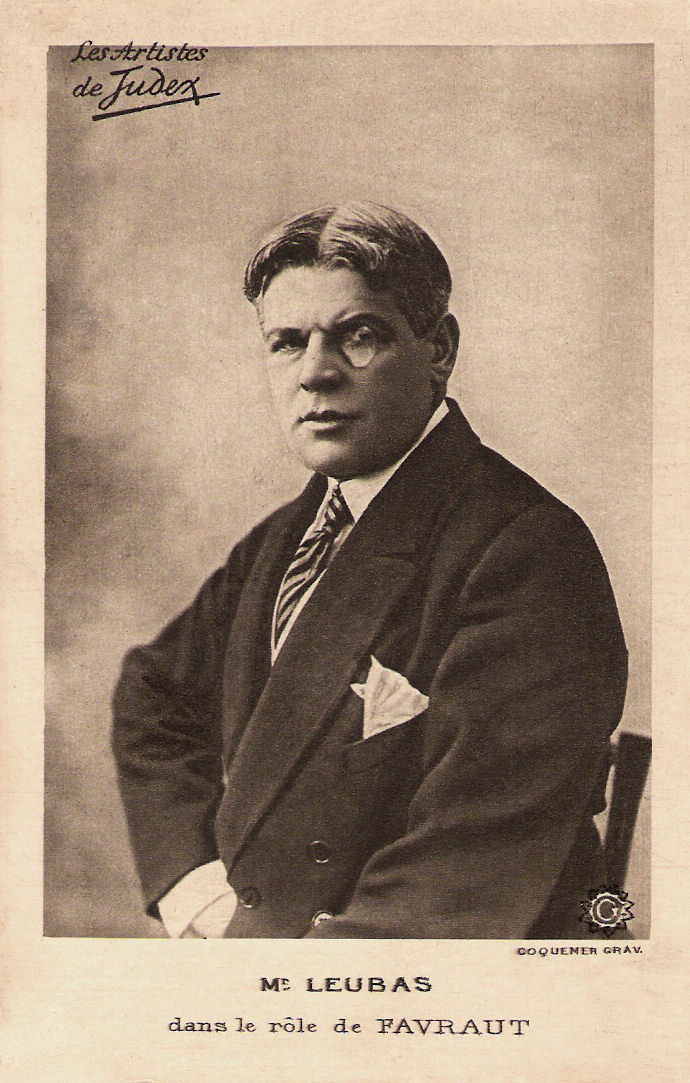
Le banquier véreux (Louis Leubas).

## Autour de l’œuvre

### Genèse du projet
Après son film Les Vampires (1915-1916) dans lequel il relate les exploits d'une bande de criminels, Louis Feuillade opte pour son film suivant pour une approche plus légère en célébrant les aventures d'un justicier. Pour cela, le réalisateur développe un projet de film en collaboration avec le romancier Arthur Bernède. En effet, en parallèle à la sortie du film, Bernède publie l'histoire qui paraît en roman-feuilleton dans la presse, de façon à attirer les lecteurs-spectateurs, et ainsi à rentabiliser le film au maximum, notamment en profitant des annonces accompagnant le roman-feuilleton à la suite de la crise du papier de 1916 qui a considérablement réduit le tirage des brochures publicitaires.

Arthur Bernède explique l'étroite collaboration qu'il a eu avec Louis Feuillade, chargé de la partie cinématographique, dans la création de Judex. Ainsi, il précise qu'ils ont travaillé en parfaite accord, d'après un plan arrêté d'avance, dont ni l'un ni l'autre ne se sont écartés un seul instant : 
« Dans cette mise en commun d'idées et d'efforts, nous avons cherché à réaliser une œuvre pittoresque, amusante, suffisamment dramatique pour captiver l'attention de tous, mais respectueuse avant tout de la morale publique. »
— Arthur Bernède.
Après son succès en Irma Vep dans Les Vampires, Musidora est à nouveau choisie par Louis Feuillade pour le rôle de la méchante gouvernante et aventurière Diana Monti. Il reprend également Marcel Lévesque, le Mazamette des Vampires, pour jouer le détective Cocantin.

### Influences du personnage
Pour la création de leur personnage, Louis Feuillade et Arthur Bernède puisèrent dans un lot de références littéraires. Ainsi, Judex possède de nombreuses similitudes avec Fantômas (sa propension aux déguisements, ses méthodes musclées…) hormis le fait qu'il se bat pour la justice. D'ailleurs, pour parfaire le parallèle, l'acteur René Navarre qui joua le rôle de Fantômas dans le film éponyme de 1913 fut proposé par Louis Feuillade, qui refusa néanmoins.
En outre, Judex partage également des points communs avec le Comte de Monte-Cristo : si le héros s'acharne sur Favraux, c'est que le banquier a autrefois ruiné sa famille. Ainsi, après l'avoir plongé dans un état de mort artificielle, il l'emprisonne secrètement dans sa base. Comme dans l’œuvre d'Alexandre Dumas, l'histoire se situe ici clairement dans le registre de la vengeance familiale.
Enfin, Judex rappelle le personnage de Ténébras d'Arnould Galopin. À la suite de sa vengeance, Judex provoque la ruine de la fille du banquier Favraux, Jacqueline. Après être tombé éperdument amoureux d'elle, il prend alors la décision de protéger la jeune femme contre tout danger qu'elle pourrait rencontrer. Cette romance évoque énormément celle qu'entretient Ténébras avec la femme dont il tombe amoureux.

### Sortie de l’œuvre
À cause de la Première Guerre mondiale, la sortie du film fut retardée en France. En effet, les studios Gaumont craignirent de déclencher une polémique au motif de vouloir ruiner le moral de la population française. En conséquence, le film et le roman restèrent quelques mois dans les cartons.
C'est finalement un film concurrent produit par les frères Pathé qui provoqua la sortie. Réalisé par un tandem de réalisateurs franco-américain, Louis J. Gasnier et Donald McKenzie, The Shielding Shadow, mettant également en scène un justicier, sort aux États-Unis en 1916. Il est probable que la Gaumont, craignant que le film de Gasnier et McKenzie ne sorte en France avant le film de Feuillade, se décida à diffuser Judex au début de l'année 1917,.

## Critiques
Louis Delluc
Voyons, Monsieur Feuillade, vous n'êtes pas forcé de faire ces films. Votre situation, vos succès vous permettent de vouloir. Ne voulez-vous vraiment que ces Judex ? 

## Postérité

### Remakes
- Maurice Champreux, gendre de Feuillade tourne Judex 34, un remake sorti en 1934 avec René Ferté dans le rôle de Judex, Louise Lagrange, Paule Andral, Marcel Vallée, Alexandre Mihalesco.
- Georges Franju réalise en 1963 une version rendant hommage au sérial de Feuillade, Judex. Jacques Champreux (petit-fils de Feuillade et fils de Maurice Champreux) et Francis Lacassin en signent le scénario. Avec Channing Pollock (Judex), Michel Vitold, Édith Scob, Francine Bergé, Jacques Jouanneau, Théo Sarapo.

### Modèle du film à épisodes
Le film de Louis Feuillade inspire de nombreux réalisateurs des années 1910 et 1920 dans l'utilisation du film à épisodes. En effet, non seulement le format de douze épisodes, propre à Judex, est établi comme référence, mais en outre, la composition narrative sert de modèle : un ensemble d'épisodes de longueur identique (environ 600 mètres), à l'exception du premier (environ 1 200 mètres) qui est constitué en plus d'un prologue dans lequel sont présentés les personnages.
Véritablement, le Judex de Feuillade inaugure une lignée de films à épisodes construits sur le même modèle : Mascamor de Pierre Marodon (1918), Les Mystères de Paris de Charles Burguet (1922)…

### Influences de Judex

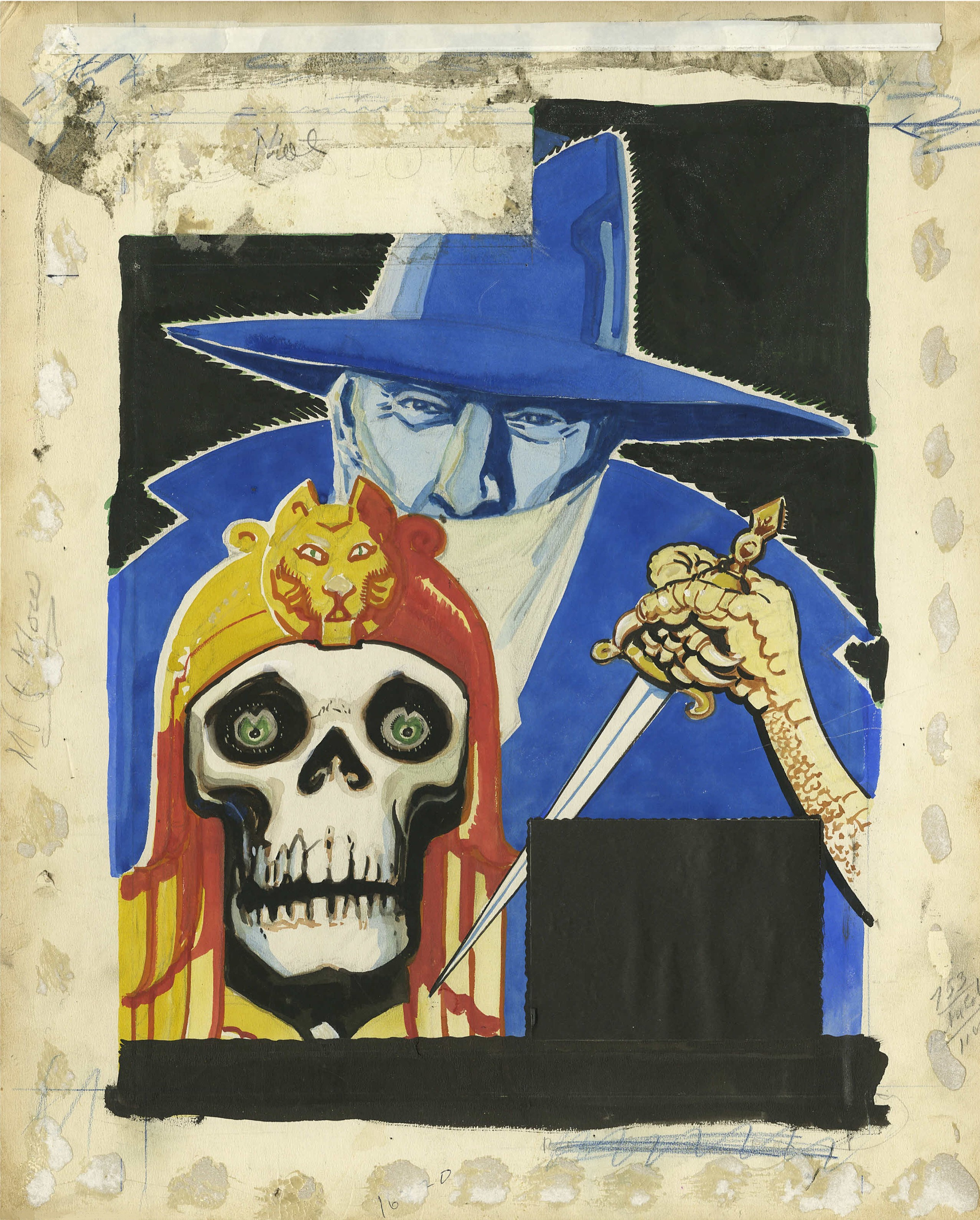
The Shadow, illustration de Charles Joseph Coll, mai 1946.

Les personnages de justiciers de Judex et Ravengar ont très probablement contribué à inspirer The Shadow, un personnage de pulps apparu en 1930, qui porte un costume semblable à celui de Judex et possède le pouvoir d'invisibilité de Ravengar. Par ailleurs, le premier épisode de Judex s'intitulait aux États-Unis The Mysterious Shadow, tandis que le personnage de Ravengar apparaissait dans le film The Shielding Shadow. Incidemment, dans les années 1940, des comic strips du Shadow — personnage alors inconnu des lecteurs français — sont publiés en France dans une traduction qui les transforme en aventures de Judex.
Précurseur immédiat des super-héros, The Shadow est à son tour l'une des inspirations de Batman. Ainsi, pour le spécialiste de la bande dessinée Xavier Fournier, Judex est « d'une certaine manière, le grand-père du célèbre homme chauve-souris ».

### Restauration du film
Du 4 au 11 octobre 1991, au cinéma La Pagode, dans le cadre du festival Ciné-Mémoire, fut projetée chaque jour l'intégralité des douze épisodes, dans leur version intégrale entièrement restaurée pour l'occasion. Un petit orchestre jouait sous l'écran la musique composée et dirigée par Patrick Laviosa.